# Anatextrix spectabilis
Anatextrix spectabilis – gatunek pająka z rodziny lejkowcowatych, jedyny z monotypowego rodzaju Anatextrix.

## Taksonomia
Rodzaj i gatunek typowy opisane zostały po raz pierwszy w 2023 roku przez Rahşena S. Kayę, Alirezę Zamaniego, Ersena Aydına Yağmura i Jurija Marusika na łamach „ZooKeys”. Miejsce typowe znajduje się w dystrykcie Erdemli w prowincji Mersin w anatolijskiej części Turcji. Nazwa rodzajowa powstała z połączenia „Anatolii” z nazwą pokrewnego rodzaju Textrix, zaś epitet gatunkowy oznacza po łacinie „okazały”. 

## Morfologia
U holotypowego samca ciało ma długość 6,55 mm przy karapaksie długości 3,57 mm i szerokości 2,37 mm, zaś u paratypowej samicy ciało ma długość 6,75 mm przy karapaksie długości 2,95 mm i szerokości 2,97 mm. Część głowowa karapaksu jest znacznie węższa od tułowiowej. Barwa karapaksu jest jasnobrązowa z ciemniejszymi przepaskami przyśrodkowymi. Rudobrązowe szczękoczułki mają po trzy zęby na krawędziach przednich i po dwa na krawędziach tylnych. Warga dolna, szczęki i sternum są jasnobrązowe. Odnóża są żółtawobrązowe z ciemniejszym obrączkowaniem, u samic mocniej wyrażonym niż u samców. Opistosoma (odwłok) ma wierzch ciemnoszary z jaśniejszym liściastym wzorem, spód zaś jasnoszarawy. Nogogłaszczki samca odznaczają się lekko zakrzywionym, trzykrotnie dłuższym niż szerokim, silnie zmodyfikowanym udem o dwóch wyrostkach i dwóch nabrzmiałościach. Rzepka nogogłaszczka dysponuje apofizą brzuszną, a goleń stożkowatą apofizą retrolateralną, kilem brzusznym i apofizą prolateralną. Kroplowatego kształtu cymbium cechuje się obecnością fałdki prolateralnej. Mająca wyprostowaną część mezalną podstawa embolusa oraz bardzo duży konduktor o dwóch ramionach, z których tylne ma trójdzielny wierzchołek, zakrywają małe, okrągłe tegulum, pod którym to kryje się okrągłe subtegulum. Płytka płciowa samicy cechuje się cienką przegrodą, położonymi na tylnej krawędzi otworami, zlanymi przewodami kopulacyjnymi oraz umieszczonymi przednio małymi, prawie owalnymi zbiornikami nasiennymi.

## Ekologia i występowanie
Gatunek palearktyczny, endemiczny dla południowej Turcji, znany wyłącznie z prowincji Mersin i Adana. Zasiedla formacje krzewiaste typu makia z dominacją dębów i sosen lub z dominacją jodeł. Buduje lejkowate sieci łowne pod kamieniami, wśród krzewów lub w szczelinach gleby.